# Tereza Semotamová
Tereza Semotamová (* 18. června 1983 Boskovice) je česká spisovatelka. Roku 2006 vystudovala rozhlasovou a televizní dramaturgii a scenáristiku na Divadelní fakultě Janáčkovy akademie múzických umění (JAMU) v Brně, následně germanistiku na Filozofické fakultě Masarykovy univerzity (bakalářské studium 2008; navazující magisterské studium 2010) a v roce 2013 doktorské studium v oboru dramatických umění na Divadelní fakultě JAMU. Překládá z němčiny, je autorkou rozhlasových her; prozaicky debutovala roku 2007 příspěvkem v knize Čtyřikrát jinak, kterou napsala spolu se svými čtyřmi kamarádkami.

## Dílo

### Beletrie
- Čtyřikrát jinak (Větrné mlýny 2007) – spolu se Steffi Mold, Markétou Fiedlerovou a Magdou Wdowyczynovou
- Počong aneb O pinoživosti lidské existence (Větrné mlýny 2015) – s Jakubem Vítkem
- Ve skříni (Argo 2018)[5]

### Rozhlas
- Dívám se z okna a mluvím k Boženě (Český rozhlas 2022)[6] – milostný příběh na pozadí literárněvědných analýz pohádky o princi Bajajovi; vyprávění o hledání štěstí v začarovaném kruhu
- Jak vzniká duha (Český rozhlas 2023)[7] – příběh o nelehkém dospívání současné mladé generace